# 오이발로스
오이발로스(Oebalus)는 그리스 신화에 나오는 스파르타의 왕이다. 라케다이몬의 아들 아미클라스와 디오메데 사이에서 태어난 키노르테스의 아들이다. 오이발로스는 키노르테스로부터 스파르타의 왕위를 이어받았으며, 님프 고르고포네와의 사이에서 틴다레오스와 이카리오스, 히포코온 등의 아들을 낳았다.